# Leucochlaena leucogonia
Leucochlaena leucogonia är en fjärilsart som beskrevs av George Francis Hampson 1905. Leucochlaena leucogonia ingår i släktet Leucochlaena och familjen nattflyn. Inga underarter finns listade i Catalogue of Life.